# El Maâgoula
El Maâgoula è comune del centro della Tunisia.
Fa parte del governatorato di Béja e della delegazione di Béja Sud.  La città conta 7 690 abitanti.